# Kaluzjsko–Rizjskajalinjen
Kaluzjsko–Rizjskajalinjen (ryska Калу́жско–Ри́жская ли́ния) är en tunnelbanelinje i Moskvas tunnelbana. Kaluzjskajalinjen invigdes 1962 och Rizjskajalinjen invigdes 1958, då linjerna inte var sammanlänkade från början. Linjerna slogs samman först 1971. Dagligen åker cirka en miljon människor med linjen (2011), vilket gör den till en av de mest trafikerade.
Linjen har 24 stationer. Längden beräknas till 37,6 km och resetiden mellan slutstationerna är 56 minuter. På tunnelbanekartan är linjen markerad med orange.